# Водянські кучугури

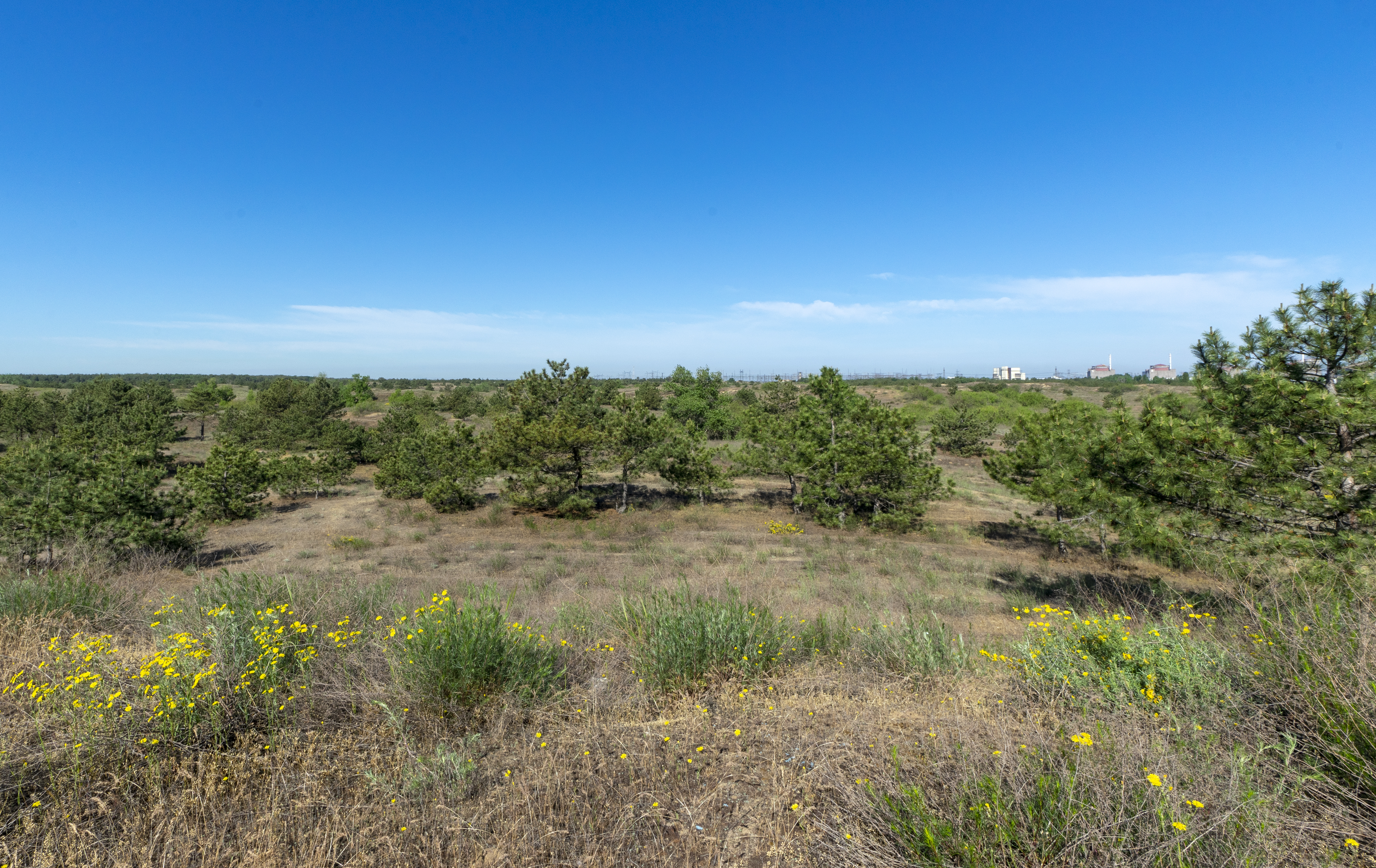

Водянські кучугури — ландшафтний заказник місцевого значення. Об'єкт розташований на території Кам'янсько-Дніпровського району Запорізької області, ДП «Кам'янсько-Дніпровське лісове господарство», Водянське лісництво, квартали №2 (100 га), №3, (100 га), №4 (124 га), №5 (100 га), №8 (25 га), №9 (65 га), №10 (77 га), №11 (63 га), №13 (62 га), №14 (59 га), №15 (70 га), №16 (50 га), №17 (45 га), №19 (72 га), №20 (110 га), №21 (63 га), №22 (60 га).
Площа — 1237,5 га, статус отриманий у 1998 році.
Заказник належить до переліку природно-заповідних територій, особливо важливих для збереження біорізноманіття Запорізької області.

## Панорами

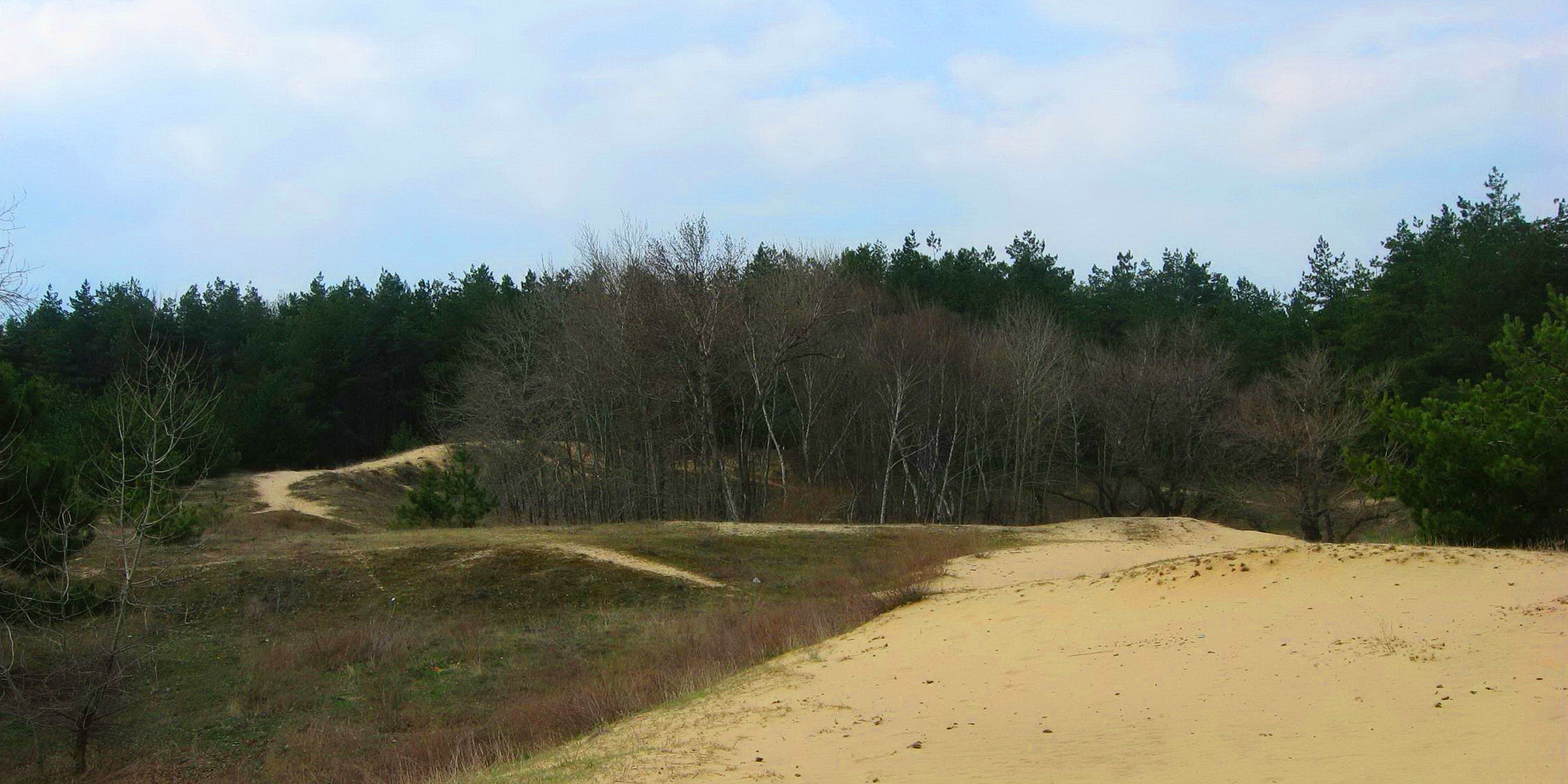
Водянські кучугури. Панорама
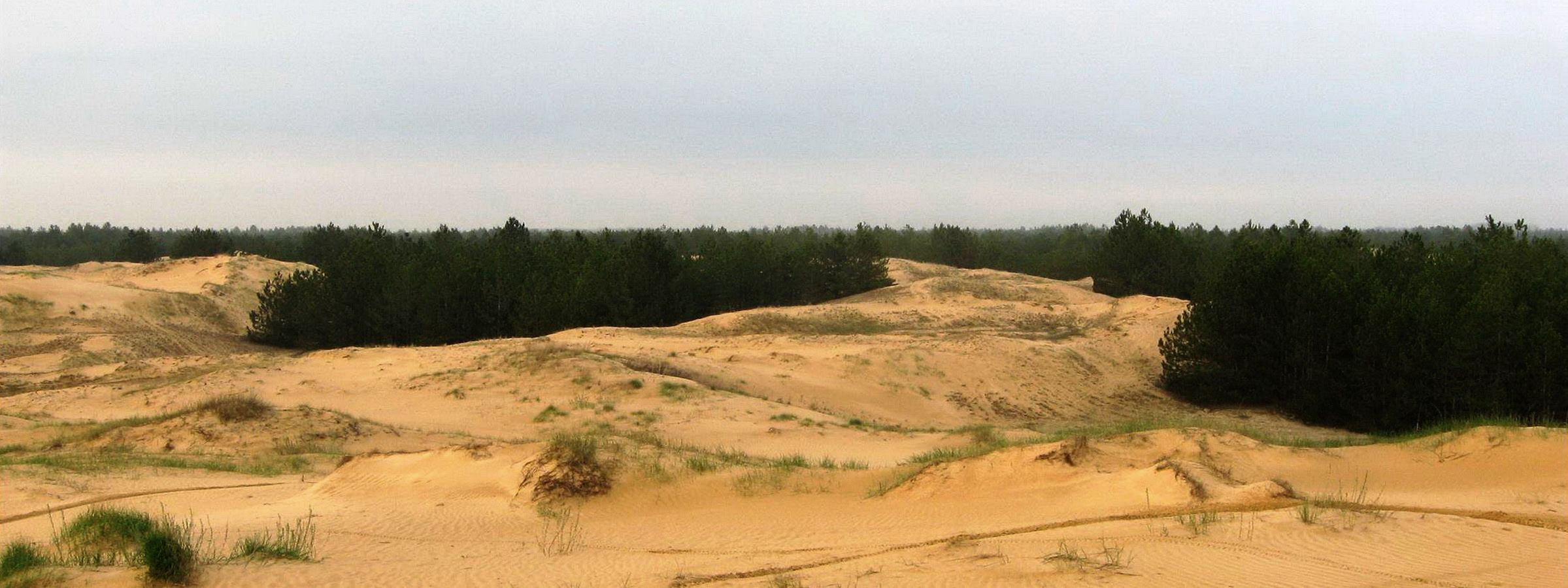
Соснові лісонасадження

## Галерея

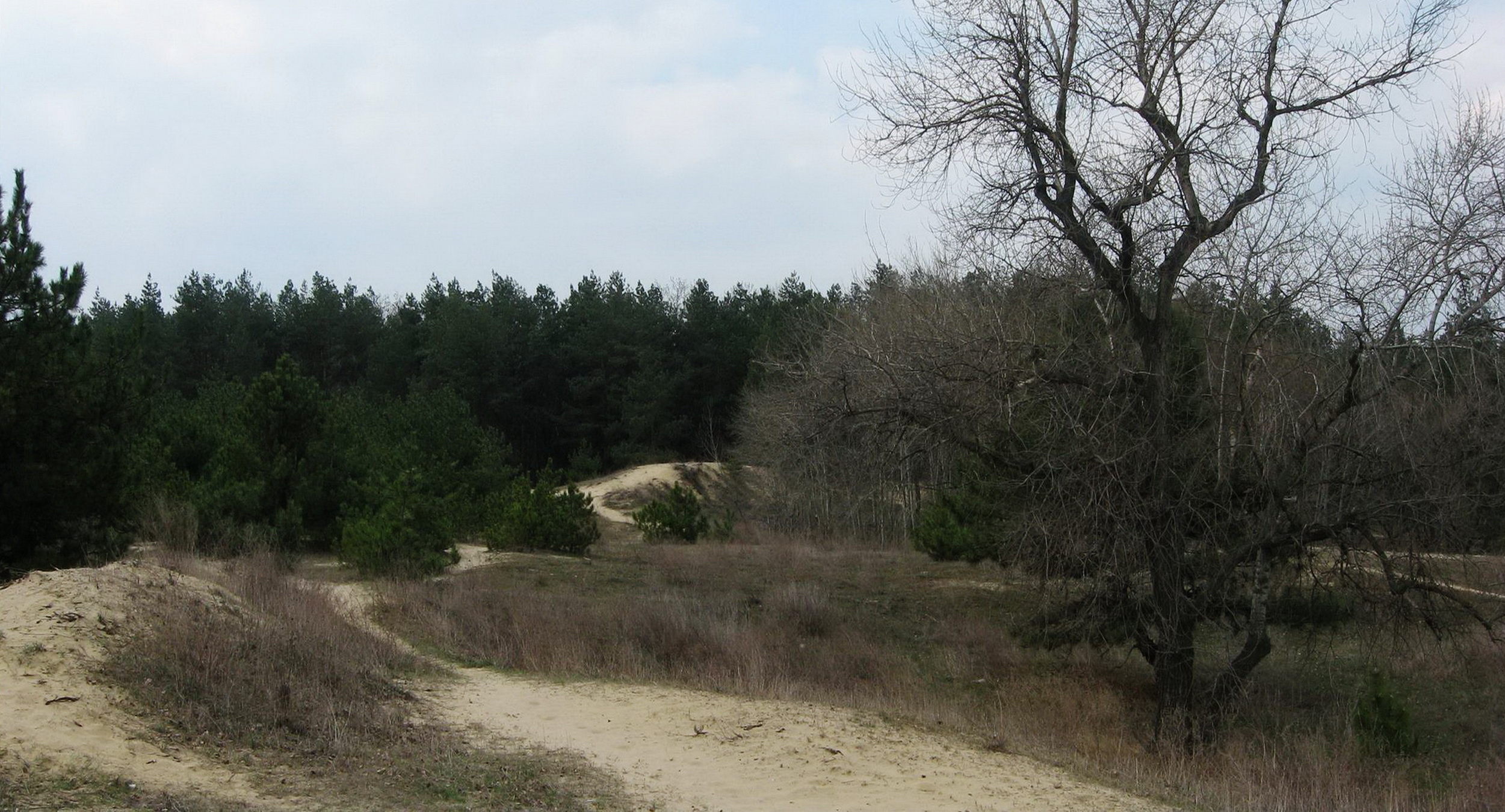
Водянський ліс
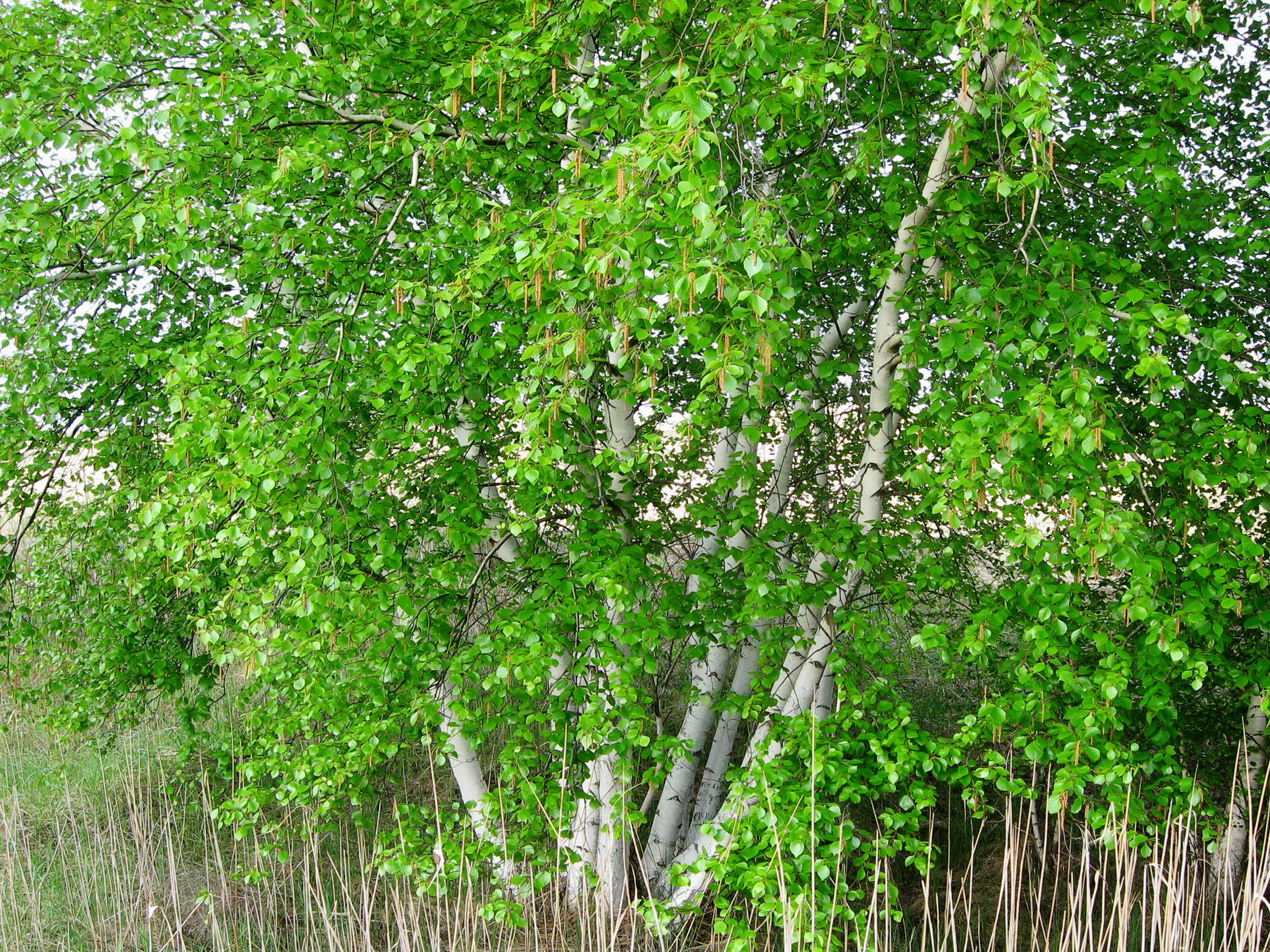
Береза дніпровська
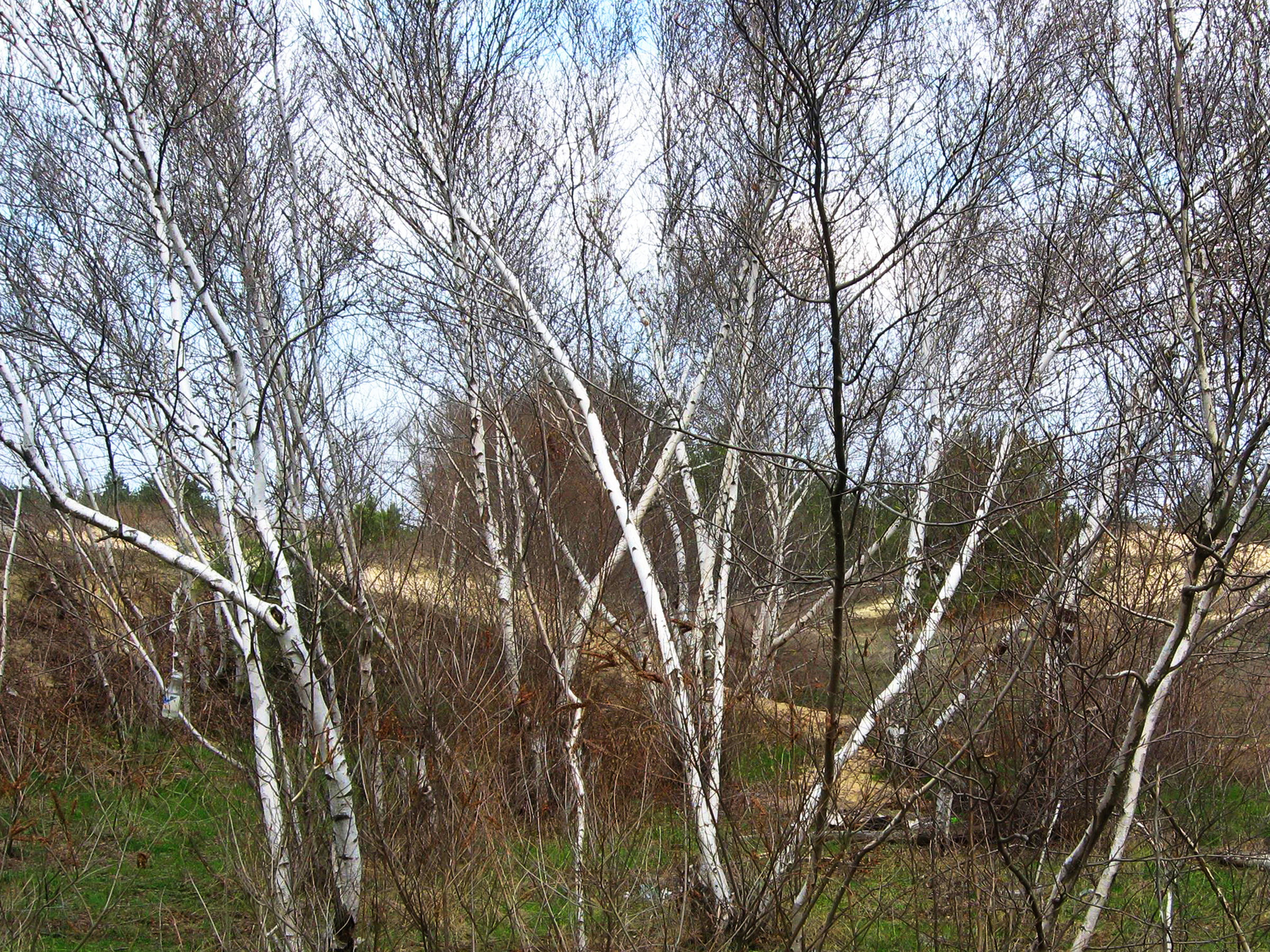
Береза дніпровська. Весна
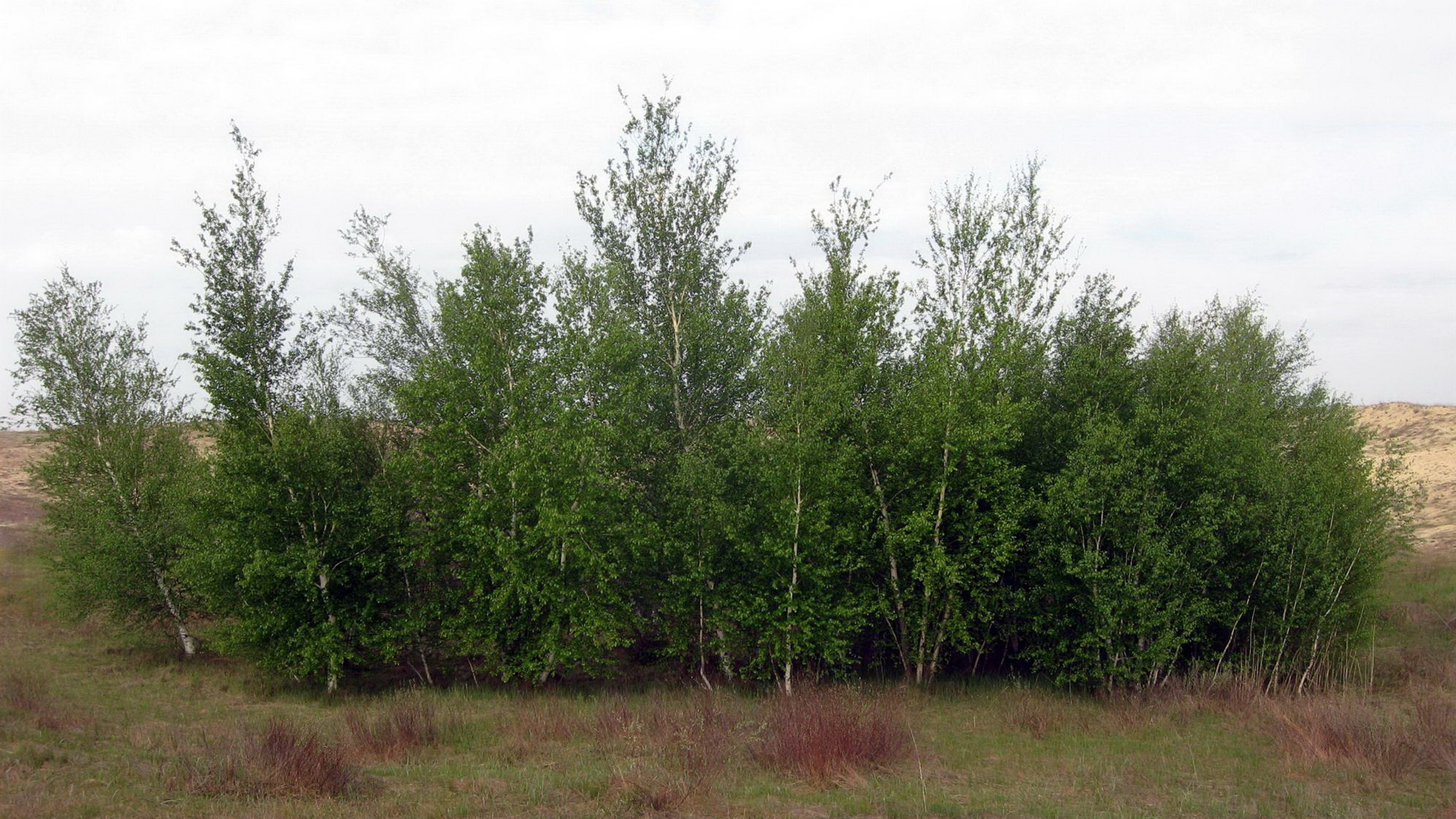
Формація берези дніпровської
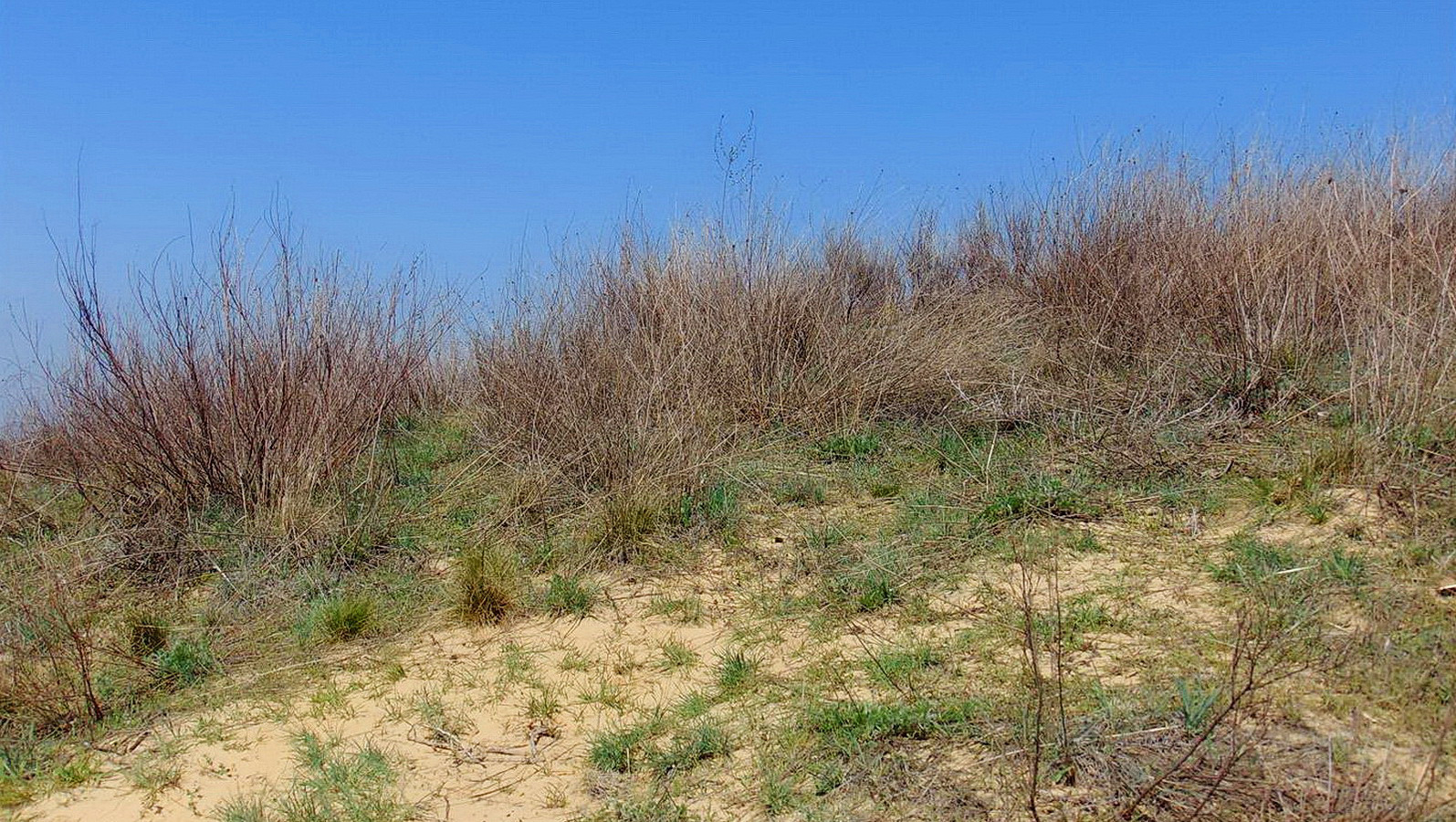
Псамофітний степ